# Old Bethpage
Old Bethpage est une  census-designated place située à Long Island dans le Comté de Nassau dans l'état de New York.
Sa population était de 5 523 habitants en 2010.
L'US Open de golf s'est déroulé au Bethpage State Park en 2002 et en 2009.

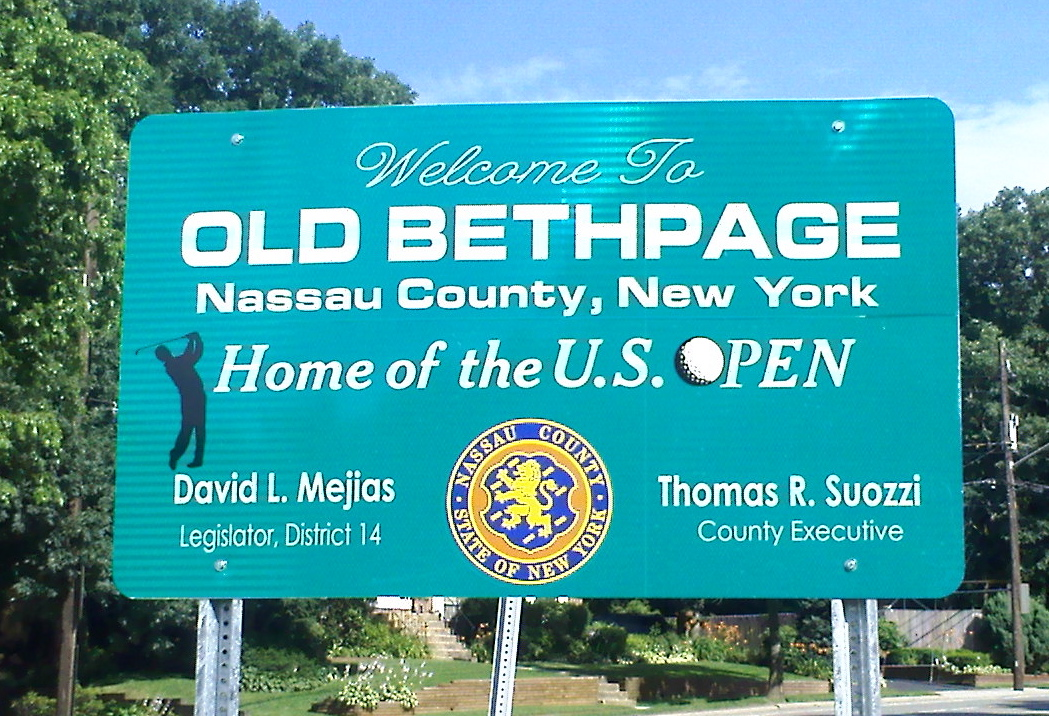
Panneau annonçant l'Open de Golf d'Old Bethpage